# 수내초등학교
수내초등학교(藪內初等學校)는 대한민국 경기도 성남시 분당구 수내동에 있는 공립 초등학교이다.

## 학교 연혁
- 1993년 2월 15일 초대 방상묵 교장 취임
- 1993년 3월 2일 수내초등학교 설립 인가
- 1993년 5월 4일 수내초등학교 개교
- 1999년 9월 1일 제2대 문재명 교장 취임
- 2001년 10월 1일 제3대 김동렬 교장 취임
- 2002년 11월 13일 수내 三心 도서관 개관
- 2003년 5월 3일 3단계 푸른숲 학교 가꾸기 환경 사업 종료
- 2004년 11월 3일 도서관 시범학교 운영보고회 개최
- 2007년 9월 1일 제 4대 조금융 교장 취임
- 2008년 2월 14일 여학생 전용 화장실 증축공사
- 2008년 8월 27일 과학실 공사
- 2008년 9월 1일 도서관 리모델링
- 2009년 3월 25일 어학실 리모델링
- 2009년 4월 29일 보건실 리모델링
- 2010년 7월 1일 영어도서실 개관
- 2010년 8월 31일 음악실 리모델링
- 2012년 8월 6일 민참 컴퓨터실 리모델링
- 2013년 3월 1일 제5대 이범수 교장 취임
- 2014년 3월 10일 돌봄교실 1학급 편성
- 2014년 9월 1일 제6대 김학수 교장 취임
- 2015년 2월 13일 제 23회 졸업식(284명) 총 7252명
- 2016년 3월 1일 46학급 편성

## 참고 자료
- 수내초등학교 - 한국교육학술정보원 학교알리미